# Caelostomus abruptus
Caelostomus abruptus là một loài bọ chân chạy thuộc phân họ Pterostichinae. Loài này được Karl Jordan mô tả năm 1894.
Loài này có ở Indonesia.